# 제9보병사단 (대한민국)
제9보병사단(第九步兵師團, The 9th Infantry Division, 상징명칭: 백마부대)은 경기도 고양시에 주둔하고 있는 대한민국 육군의 보병사단이다. 6.25 전쟁에 참가하였고 백마고지 전투로 잘 알려져 있으며, 이 고지의 이름에서 유래한 백마를 부대의 상징명칭과 경례 구호로 사용하고 있다.
현재는 경기도 고양시 및 파주시 일대에 주둔하며 강안 경계 임무도 맡고 있다.

## 역사

### 한국 전쟁
9사단은 1950년 10월 25일 28 연대(대전), 29 연대(공주) 및 30 연대(청주)를 기간으로 서울특별시 청계 국민학교에서 창설되었다.
창설 직후 대둔산 지구(전북 완주군)에 사령부를 설치, 지리산 공비토벌 작전을 전개해 적 사살 2,000여명, 포로 250여명의 전과를 올렸다. 현리 전투에서는 괴멸적인 타격을 받은 후, 1951년 6.25 전투에 참가하였으며 이 시기에 예하 30연대(독수리부대)가 6.25 전사상 대표적인 산악전투인 매봉산 전투, 한석산 전투(이상 강원도 인제)에서 북한 인민군에 맞서 고지전을 펼친 끝에 승리하여 전공을 세운 30연대 3대대 부사관과 병사들에게 1계급 특진의 영예가 주어졌으며 현재까지도 매년 전승일에는 전몰장병 추도식을 갖고 있다.

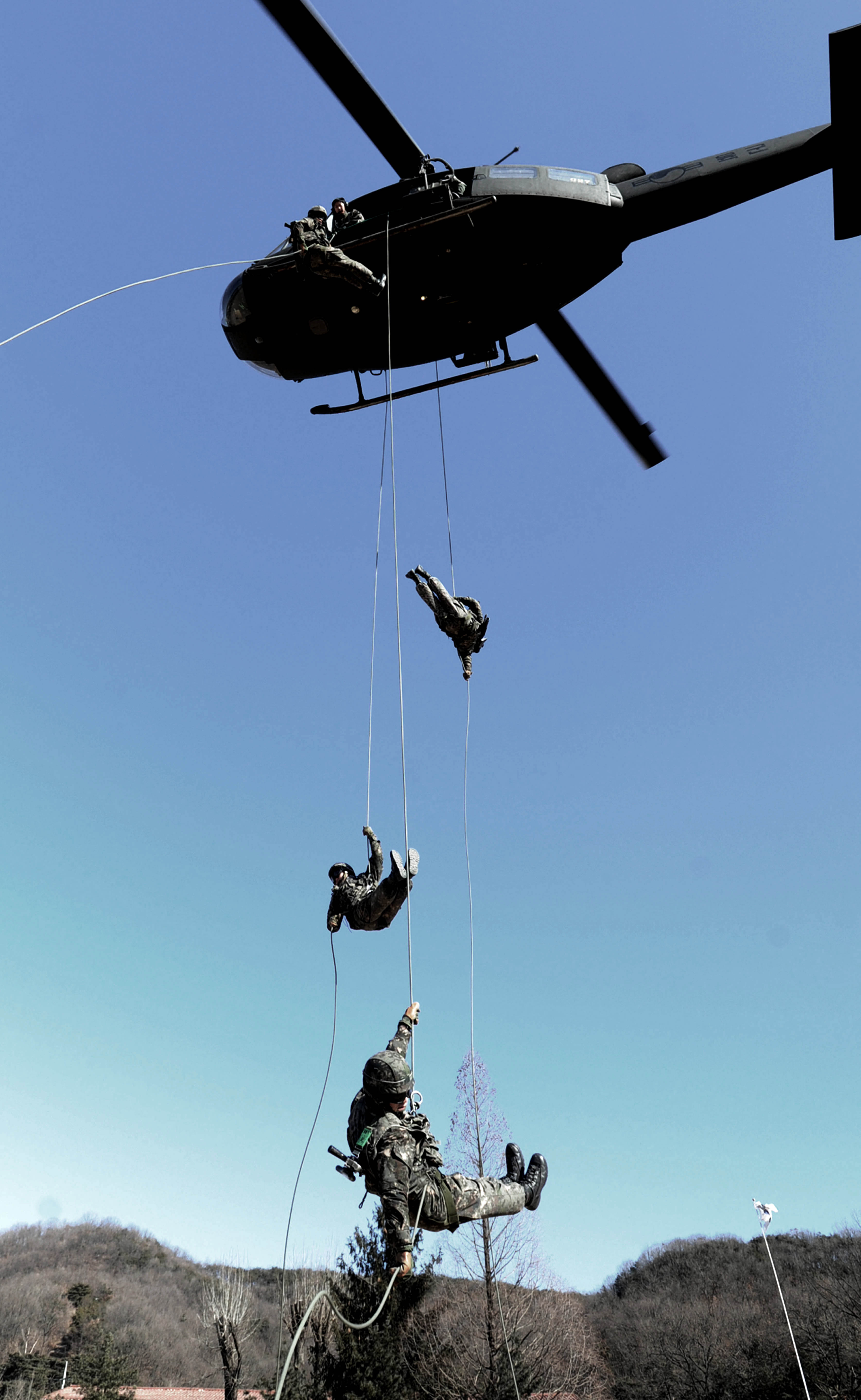
헬기 레펠 훈련 중인 제9보병사단 수색대대 장병들

또한, 1952년 10월 6일부터 15일까지 열흘간에 걸쳐서는 강원도 철원에 위치한 395고지에서 중공군 3개 사단과 격돌하였는데 이때 양측 포격으로 인해 고지 높이가 1미터나 낮아졌다. 대접전을 벌인 끝에 적사살 13,000여명의 전과를 올리며 승리하였으며 전투가 끝난 뒤 포격에 의해 고지의 형태가 말의 형상으로 변한 것을 본 미군들은 그곳 395고지를 White Horse Hill(백마고지)이라고 불렀고 현재 백마고지 전투로 불리고 있다. 이후 이승만 대통령에 의해 육군 제9사단은 백마부대라는 명칭을 얻게 된다.
1953년 휴전을 앞두고 북한군과 중공군은 휴전선을 조금이라도 더 남측으로 이동시키기 위해 대공세를 취했으나 백마부대는 당시 작전지역인 철원 금화지구의 모든 진지를 고수함으로써 다시 한 번 전투력을 과시하였다.
2020년 12월 종전 연대급 부대가 여단급으로 승격했다.
2023년 12월, 입영자수 감소로 인해 1군단예하 사단인 1, 9, 25사단의 신병교육대대를 해체하였다.

### 베트남 전쟁
9사단은 1966년 8월 30일 부산항에서 1진이 출발한 것을 시작으로 베트남전에 본격적으로 참전하였다.
주월 한국군 최초의 군단급 작전인 오작교 작전에 3개대대를 투입하여 맹호부대와 함께 42일간에 걸쳐 작전을 펼친 끝에 월맹군에 의해 장악되어 있던 투이호아-퀴논 사이의 1번국도를 다시 복구한 것은 물론 적사살 925명, 포로 425명, 귀순 297명의 전과를 올리며 작전 주도권을 확보하였다.
이후, 홍길동 작전으로 월맹군 5사단 예하 95연대와 베트콩 85연대 및 게릴라 2개 중대를 급습하여 섬멸하였으며 73년 귀국전까지 대부대작전 500여회, 소부대전투 2만여회를 실시하여 적사살 13,500명, 포로 700여명, 귀순 800명, 각종 화기 7,000여점을 노획하는 전과를 올렸다.

### 12·12 군사 쿠데타
1979년 10.26 사태로 박정희 대통령이 서거하고 두 달이 채 되지 않는 12월 12일, 정치적 야심을 지닌 군인들로 구성된 하나회는 군사 쿠데타를 일으켰다. 이를 12.12 사태라 부른다. 당시 국군 보안사령관이었던 전두환 소장을 중심으로 9사단 노태우 소장, 1 공수여단 박희도 준장 등 하나회 회원들은 공수특전여단 병력을 동원해 육본과 국방부를 제압하였고, 노태우 소장은 9사단 29연대 병력을 중앙청 앞으로 출동시켜 군사 쿠데타에 주도적으로 참여하였다.

## 편성

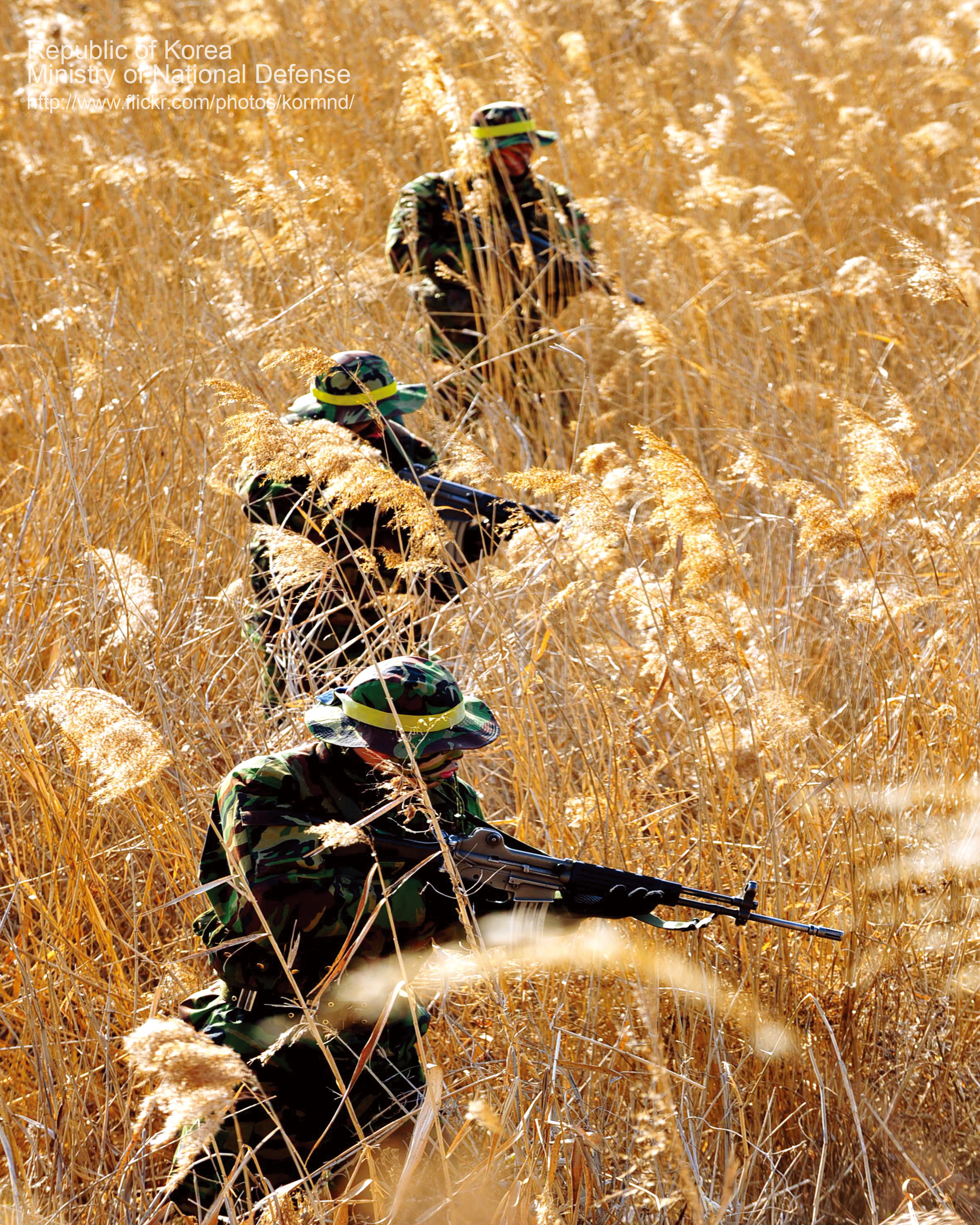
수색정찰 중인 제9보병사단 장병들

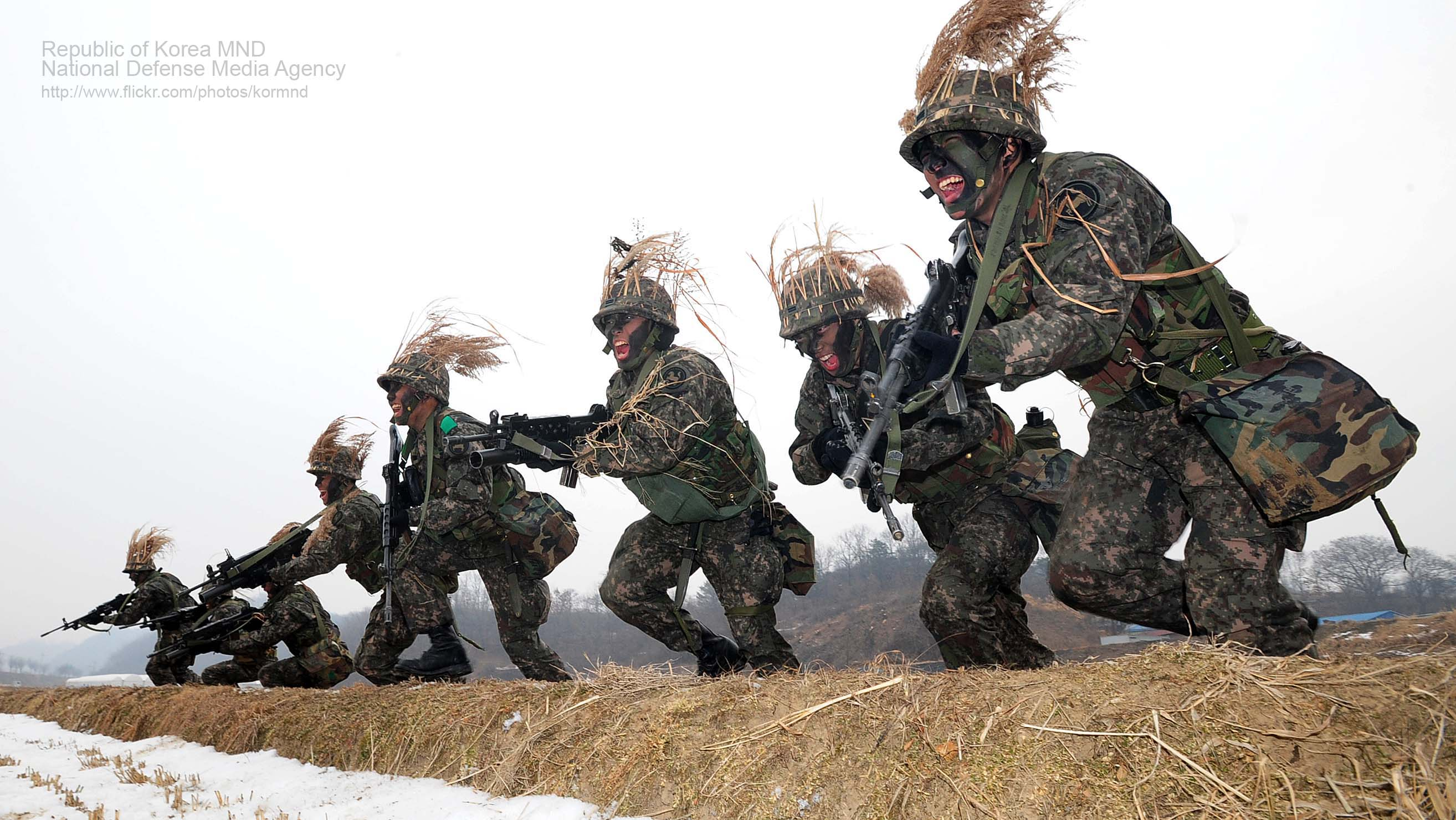
혹한기훈련 중인 제9보병사단 장병들

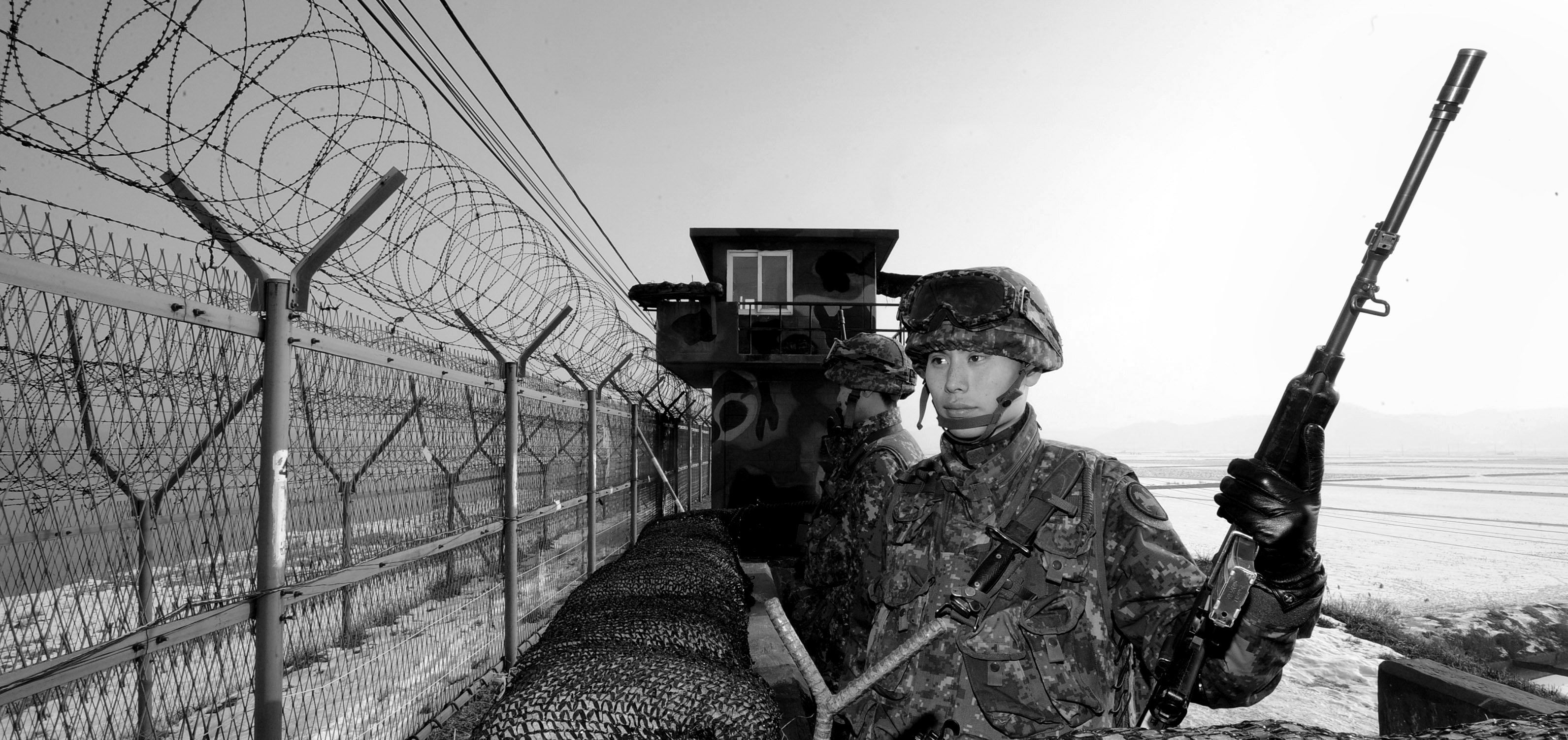
강안 초소에서 경계임무 수행 중인 제9보병사단 장병들

- 사단본부
- 제28보병여단 (도깨비)
- 제29보병여단 (황금박쥐)
- 제30보병여단 (독수리)
- 사단포병여단 (백호)
  - 30 야전포병대대
  - 51 야전포병대대
  - 52 야전포병대대
  - 966 야전포병대대
- 본부근무대
- 공병대대
- 군사경찰대대
- 정비대대
- 수색대대
- 보급수송대대
- 의무근무대
- 전차대대
- 정보통신대대
- 화생방지원대대
- 토우중대
- 방공중대
- 보충중대

## 같이 보기
- 대한민국 국군
- 대한민국 육군
- 6.25 전쟁
- 베트남 전쟁